# Брана, Франк
Франк Брана (урожд. Франсиско Брана Перес; 24 февраля 1934 — 13 февраля 2012) — испанский киноактёр австрийского происхождения.
Брана родился в Пола де Альянде, Астурия, Испания. В титрах указывался также как Frank Blank, Francisco Brana, Frank Brana, Frank Branya, Francisco Braña и Paco Braña, его карьера состояла в основном из ролей в испанских и итальянских жанровых фильмах: спагетти-вестернах, хоррорах и пеплумах, принял участие в более чем 200 постановках, не всегда как актёр второго плана. Умер в возрасте 77 лет в Мадриде.

## Избранная фильмография
- 1960 — Café de Chinitas
- 1961 — Царь царей — римский солдат
- 1964 — За пригоршню долларов — член банды Бакстера
- 1965 — На несколько долларов больше — Блэки, член банды Индио
- 1966 — Хороший, плохой, злой — охотник
- 1968 — Подлецы не молят о пощаде — Род, член банды Блейка
- 1969 — Смерть на высоком холме — капитан Янг
- 1969 — Однажды на Диком Западе / The Boldest Job in the West — член банды Фрэнка
- 1970 — Когда Сатана схватил кольт — главарь бандитов
- 1970 — Il magnifico Robin Hood — Принц Джон
- 1973 — Склеп живых мертвецов — Абдул Хамид
- 1973 — Слепые мертвецы 2: Возвращение слепых мертвецов — Ховард
- 1977 — Адский поезд СС — Ханс-Отто Крамер
- 1981 — Тайна острова чудовищ — Бирлинг
- 1983 — Внеземные гости — Барт
- 1989 — Fine Gold
- 1990 — Глубокое погружение — Мюллер
- 1991 — Beware Of The Dog
- 1992 — Поместье Ктулху — Феликс
- 1992 — Once Upon A Nightmare
- 1992 — Beware Of The Dog 2
- 1995 — The Speed Lady
- 1996 — Woeful Wild West
- 1996 — El escarabajo de oro — капитан Кидд
- 2001 — Ain’t That A Pity
- 2003 — Additional Pylons
- 2008 — Карла — Абуэло

## Смерть
13 февраля 2012 Брана умер от дыхательной недостаточности в больнице в Мадриде, не дожив 11 дней до 78-го дня рождения.